# Bourlingueur des étoiles (album)
Albums de Jean-Jacques Debout
A Long Island Sous le soleil des guinguettes
Bourlingueur des étoiles est un album de l'auteur-compositeur-interprète Jean-Jacques Debout distribué à partir du 25 février 2013. Il comporte quinze pistes dont dix chansons inédites, trois anciennes, un medley et un duo avec Charles Trenet enregistré en public.

## Titres
1. Bourlingueur des étoiles
2. Guernica
3. Quand j'découvrais Paris la nuit
4. Aziyadé
5. On en fait des conneries dans la vie
6. Oui, j'ai ta lettre
7. Il y a des pour, il y a des contre
8. J'en ai vu
9. Marlène, Marlène
10. Liberté, Égalité
11. C'est trop tard
12. Vol à bord d'un coucou
13. Dans la maison des revenants
14. Medley
15. La Mer (en duo avec Charles Trenet)

## Crédits
- Paroles et musique : Jean-Jacques Debout
  - Sauf titre 11 : paroles : Barbara, musique : Jean-Jacques Debout
  - Sauf titre 15 : paroles : Charles Trenet, musique : Charles Trenet & Albert Lasry

- Arrangements : Tony Rallo
  - Sauf titres 1 et 13 : Jacques Ferchit, titre 15 : Christian Rémi